# Fjuksön
Fjuksön est une île de l’archipel de Luleå dans le comté de Norrbotten  en Suède,,.

## Présentation
L'île bénéficie d'un emplacement stratégique à l'intersection du chenal menant à Bergön et à Grillklippan et Båtön. 
Le côté occidental de l'île offre de bonnes possibilités de baignade, notamment au sud à Storstrandsviken.  
En automne, l'île produit de nombreuses baies.
Fjuksön, qui a une structure de propriété inhabituellement compliquée pour une île de l'archipel, (une vingtaine de lots/propriétés différents) appartient à l'ancienne île de pêche et agricole Hindersön dans l'archipel de Luleå. 
La structure de propriété peut refléter l'époque où les insulaires utilisaient Fjuksön pour le fauchage et peut-être aussi pour le pâturage du bétail. Il s'agissait alors de transporter la craie à travers Furufjärden, une distance d'environ un mile terrestre via Stor-Furuön. À Hindersön, il y a également eu une certaine activité industrielle, comme l'extraction de chaux et la combustion de chaux, mais aussi l'extraction de minerai de fer.